# Los Angeles Lakers 1960-1961
La stagione 1960-61 dei Los Angeles Lakers fu la 13ª nella NBA per la franchigia.
I Los Angeles Lakers arrivarono secondi nella Western Division con un record di 36-43. Nei play-off vinsero la semifinale di division con i Detroit Pistons (3-2), perdendo poi la finale di division con i St. Louis Hawks (4-3).

## Roster
| N° | Naz.                   | Ruolo | Sportivo      | Anno | Alt. | Peso |
| -- | ---------------------- | ----- | ------------- | ---- | ---- | ---- |
| 11 | Stati Uniti (bandiera) | GA    | Frank Selvy   | 1932 | 191  | 82   |
| 14 | Stati Uniti (bandiera) | C     | Ray Felix     | 1930 | 211  | 100  |
| 20 | Stati Uniti (bandiera) | A     | Tom Hawkins   | 1936 | 196  | 95   |
| 21 | Stati Uniti (bandiera) | A     | Slick Leonard | 1932 | 191  | 84   |
| 22 | Stati Uniti (bandiera) | A     | Elgin Baylor  | 1934 | 196  | 102  |
| 24 | Stati Uniti (bandiera) | C     | Gary Alcorn   | 1936 | 206  | 102  |
| 32 | Stati Uniti (bandiera) | AC    | Jim Krebs     | 1935 | 203  | 104  |
| 33 | Stati Uniti (bandiera) | G     | Rod Hundley   | 1934 | 193  | 84   |
| 35 | Stati Uniti (bandiera) | AC    | Rudy LaRusso  | 1937 | 201  | 100  |
| 44 | Stati Uniti (bandiera) | GA    | Jerry West    | 1938 | 188  | 79   |
| 52 | Stati Uniti (bandiera) | A     | Ron Johnson   | 1938 | 203  | 98   |
| 54 | Stati Uniti (bandiera) | AC    | Howie Jolliff | 1938 | 201  | 99   |

## Staff tecnico
- Allenatore: Fred Schaus